# Mitsubishi Ki-18
Mitsubishi Ki-18 (三菱 キ18 Ki-jyuhachi) là một mẫu thử tiêm kích không thành công của Mitsubishi trong thập niên 1930.

## Biến thể
- Ki-18

## Quốc gia sử dụng
Nhật Bản
- Không quân Lục quân Đế quốc Nhật Bản

## Tính năng kỹ chiến thuật (Ki-18)
Dữ liệu lấy từ Japanese Aircraft, 1910-1941; Famous Airplanes of the World, first series, #76: Army Experimental Fighters (1)
Đặc điểm tổng quát
- Kíp lái: 1
- Chiều dài: 7,655 m (25 ft 1¼ in)
- Sải cánh: 11 m (36 ft 1 in)
- Chiều cao: 3,15 m (10 ft 4 in)
- Diện tích cánh: 17,8 m² (191,603 ft²)
- Trọng lượng rỗng: 1.110 kg (2.447 lb)
- Trọng lượng có tải: 1.422 kg (3.135 lb)
- Động cơ: 1 × Nakajima Kotobuki-5 kiểu động cơ piston 9 xy-lanh bố trí tròn, 447 kW (600 hp)

 Hiệu suất bay 
- Vận tốc cực đại: 444 km/h trên độ cao 3.050 m (276 mph trên độ cao 10.171 ft)
- Tầm bay: 420 km (260 mi)
- Vận tốc lên cao: 12,95 m/s (2550 ft/phút)
- Tải trên cánh: 79,9 kg/m² (16,3 lb/ft²)
- Công suất/trọng lượng: 0,31 kW/kg (0,19 hp/lb; 0,42 hp/kg)

Trang bị vũ khí

2× súng máy Type 89 7,7 mm (.303 in)